# 草野剛
草野 剛（くさの つよし、1973年 - ）は、デザイナー。武蔵野美術大学非常勤講師。

## 経歴・人物
東京都出身。2003年、有限会社草野剛デザイン事務所を設立。

## 参加作品

### テレビアニメ
- スクラップド・プリンセス（2003年、タイトルデザイン）
- 絢爛舞踏祭 ザ・マーズ・デイブレイク（2004年、メインタイトルデザイン）
- 交響詩篇エウレカセブン（2005年、タイトルデザイン）
- 天保異聞 妖奇士（2006年、OP原画）
- スカルマン THE SKULLMAN（2007年、グラフィックデザイン）
- 亡念のザムド（2008年、タイトルデザイン）
- 東京マグニチュード8.0（2009年、サブタイトル テロップワークス）
- 鋼の錬金術師 FULLMETAL ALCHEMIST（2009年、ロゴデザイン）
- STAR DRIVER <スタードライバー> 輝きのタクト（2010年、タイトルデザイン　草野剛デザイン事務所）
- HEROMAN　<ヒーローマン>（2010年、エンディングアニメーション1・2 デザイン）
- デッドマン・ワンダーランド（2011年、タイトルロゴデザイン）
- GOSICK -ゴシック-（2011年、サブタイトルデザイン、エンディングアニメーション1 レースデザイン）
- CODE:BREAKER <コードブレイカー>（2012年、ビジュアルコンセプト（林弘樹と共同））
- 伏 鉄砲娘の捕物帳（2012年、プロップデザイン 草野剛デザイン事務所）
- 翠星のガルガンティア（2013年、銀河同盟文字デザイン）
- デート・ア・ライブ（2013年、パブリックデザイン）
- Re：ハマトラ（2014年、ロゴ・プロップデザイン  草野剛デザイン事務所）
- キャプテン・アース（2014年、グラフィックデザイン・プロモーションデザイン）
- 繰繰れ! コックリさん（2014年、ロゴデザイン 草野剛デザイン事務所）
- 魔法科高校の劣等生（2014年、タイトルロゴデザイン）
- アイドルマスター シンデレラガールズ（2015年、アートワーク 草野剛デザイン事務所）
- 終わりのセラフ（2015年、草野剛デザイン事務所）[1]
- Re:ゼロから始める異世界生活（2016年、ロゴデザイン 草野剛デザイン事務所）
- 文豪ストレイドッグス（2016年、タイトルロゴ・フォントデザイン 草野剛デザイン事務所）
- Re:CREATORS（2017年、劇中ロゴデザイン協力）

### 劇場アニメ
- 劇場版 鋼の錬金術師 シャンバラを征く者（2005年、タイトル・テロップワーク）
- 楽園追放 -Expelled from Paradise-（2014年、グラフィックデザイン）

### 漫画
- 機動戦士ガンダム ヴァルプルギス（2017 - 2022年、ロゴ・装丁デザイン 草野剛デザイン事務所）

### Web
- 『日本アニメ（ーター）見本市』『おばけちゃん』（2015年：原作・テロップ）[2]

### その他
- 「クイズ☆タレント名鑑」（タイトルデザイン）
- 「テベ・コンヒーロ」（タイトルデザイン）
- 「レーシングミク 2015 ver.」の新キービジュアルデザイン[3]
- 「究極超人あ〜る メモリアルせんべい」デザイン - ゆうきまさみ画業35周年記念関連商品[4]